# Bathyplectes crassicornis
Bathyplectes crassicornis là một loài tò vò trong họ Ichneumonidae.